# Тимофей (картина Яна ван Эйка)
«Мужской портрет», также известный как «Тимофей» и Léal Souvenir, — самый ранний сохранившийся портрет работы Яна ван Эйка. Датирован в надписи на картине 10 октября 1432 года. Является одним из наиболее ранних сохранившихся образцов светского портрета в средневековом искусстве.
Небольшая картина изображает неизвестного молодого человека, одетого по бургундской моде.

## Описание
На портрете в трехчетвертном обороте изображен мужчина (по Эрвину Панофски — тридцати лет), слегка повернувшийся налево на фоне однотонно темного фона. На нем надет модный (но не аристократически роскошный) зеленый шаперон, головной убор, с которого на правое плечо спускается капюшон. Также он носит красную одежду с тонким меховым воротником. Видимо, он лысый, также у него нет ни бровей, ни щетины на подбородке; ресницы есть, но они считаются добавленными при позднейшей реставрации.
Его левая рука лежит на иллюзорно написанном каменном парапете-тромплее, но её кисть при этом скрыта за правой рукой, которая держит свиток. Руки добавлены чуть позже основной живописи портрета, возможно, самим ван Эйком или художниками его мастерской. По своему рисунку они напоминают руки с его же портрета Бодуэна де Ланнуа (ок. 1435). Не ясно, какой документ мужчина держит. Если модель была музыкантом, это могут быть ноты. Другая теория предполагает, что это описание планируемой скульптуры или юридический документ, или даже памфлет.
Портрет обычно считается посмертным. С.Джонс отмечает, что древнеримские надгробия часто изображали усопших за парапетом с высеченной надписью, что ван Эйк мог знать по своему путешествию во Францию.

### Надписи
На «каменном парапете» художником изображены три «высеченные» надписи:
1. греч. TγΜ.ωΟΕΟς
2. фр. LÉAL SOVVENIR
3. лат. Actu[m] an[n]o d[omi]ni.1432.10.die ocobris.a.ioh[anne] de Eyck

Перевод:
1. Греческая надпись наиболее загадочна. См. раздел ниже.
2. «Leal (совр. loyal) souvenir» приблизительно переводится как «преданное напоминание (сувенир)». Надпись дает возможность предположить, что портрет является посмертным и сделан на память.
3. Самая понятная из надписей. В переводе гласит: «Это сделано в год Господа нашего 1432-й, в день 10-й октября, Иоанном де Эйком». Словарный оборот из юридической латыни делает художника свидетелем события и по версии Кэмбелла подтверждает предположение, что моделью мог быть юрист.

## «Тимофей»: идентификация модели
Греческая надпись, хоть и не очень разборчивая из-за «следов времени», читается как греч. TγΜ.ωΟΕΟς. Существует несколько вариантов её расшифровки.
- Передача на греческом двух латинских слов «tum otheos» («Тогда был Господь»).
- Имя Тимофей (расшифровано Чарльзом Истлейком). Оно может относиться к:
  - Апостолу Тимофею Эфесскому (тогда свиток — это 1-е послание к Тимофею апостола Павла),
  - Современнику художника.

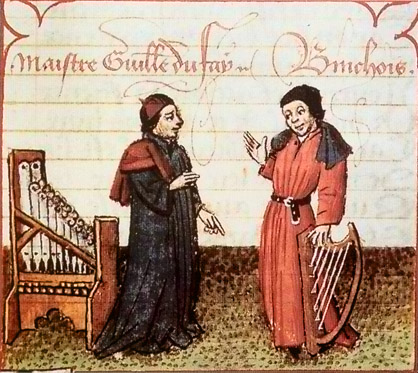
Жиль Беншуа (справа),
вместе с Гийомом Дюфаи, на миниатюре около 1450

Однако такого имени не встречалось в Нидерландах до эпохи Реформации, и открытие этого факта заставило Панофски увидеть в нем схоластически-гуманистический метоним, чьей целью было соединить модель с важной фигурой классической античности. Как считал Панофски, был только один выдающийся человек, который носил это имя — Тимофей Милетский, который произвел переворот в греческой музыке во времена Еврипида и Платона. Из этого он делал вывод, что моделью ван Эйка мог быть только музыкант, причем столь же знаменитый (как Тимофей Милетский) благодаря своим новшествам. К этому добавляется факт, что действительно, в музыке раннего XV века произошел поворот к ренессансной музыке, происходивший при дворе герцога Бургундского. Ведущими музыкантами бургундской школы были Гийом Дюфаи и Жиль Беншуа. Поскольку известно, что Дюфаи был за границей во время написания портрета, моделью — по Панофски — мог быть только Жиль Беншуа.
Лорн Кэмпбелл отводит идентификацию Панофски на том основании, что Беншуа был клириком, а изображенный на портрете мужчина одет не как клирик. Хотя Беншуа был каноником, он, впрочем, так и не был рукоположен в сан (таким образом, не обязан был носить священническое облачение).
Альтернативное объяснение было предложено Венди Вуд. Оно основывается на сходной аргументации. Наряду с древнегреческим музыкантом Тимофеем Милетским, был известен его тезка-скульптор, прославившийся своими барельефами. А при бургундском дворе, согласно изысканиями Венди Вуд, работал скульптор Жиль де Блашер (Gilles de Blachere). По этой причине она идентифицирует «Тимофея» Ван Эйка как Жиля де Блашера.

## Происхождение
Впервые картина упоминается в заметках Чарльза Истлейка, известного коллекционера и позднее директора Национальной галереи, в 1857 году, в тот же год, когда она была приобретена. Он упоминает, что до 1854 года она принадлежала шотландскому художнику-пейзажисту Карлу Россу (1816–1858). Когда Национальная галерея проверяла атрибуцию, были выявлены две медные репродукции. Первая была найдена в коллекции семьи Лочи из Бергамо в Италии, вторая — в Турине, принадлежала графу Кастеллану Харраху. Обе утеряны.